# Louis Posselt
Ludwig Friedrich Posselt, o Louis Posselt como él mismo se hizo llamar  (Heidelberg,22 de noviembre de 1817 — Heidelberg, c.1880) fue un científico alemán que destacó por representar a México en el Congreso de Karlsruhe.

## Formación
Louis Posselt inició sus estudios para boticario en 1838 y obtuvo su diploma de farmacéutico en Heidelberg el 5 de junio de 1839. En diciembre del año siguiente, obtuvo un doctorado en la misma materia. Se sabe que comenzó a trabajar como asistente del laboratorio de Heidelberg y, durante 1841, ocupó el mismo empleo en Giessen, bajo el mando de Liebig, en este momento de su vida se vería interesado por viajar al continente americano ya que fue compañero de un químico mexicano acaudalado de nombre Vicente Ortigosa
El 28 de mayo de 1842, Posselt fue contratado como miembro académico del laboratorio en Heidelberg por lo que dejó Giessen. En abril de 1845, ocupó el cargo de visitador general de las boticas de la ciudad y, posteriormente, en febrero de 1847, fue nombrado profesor extraordinario de la Universidad de Heidelberg. Durante ese tiempo trabajó bajo las órdenes de Gmelin.

## El viaje de Posselt por América
Aunque la carrera científica de Louis Posselt en Heidelberg podría haber llegado más lejos, decidió viajar a América para beneficiarse de las grandes riquezas de metales preciosos que existían en México y en EE. UU. Con apoyo económico de la Universidad de Friburgo para visitar con fines científicos los distritos mineros de México y California partió de Londres el 31 de marzo de 1849. El 30 de abril del mismo año llegó a La Habana y tocó tierra continental el 4 de mayo en Mobile, Alabama. No fue hasta el 13 de junio de 1849 que cruzó México y escribió una carta que reportaba sus impresiones sobre Matamoros, pero el buscaba tierras rebosantes de plata y el 25 de agosto de ese mismo año decidió establecerse en la ciudad de Zacatecas, aquí aportó la utilización del método de amalgamación de la plata por barriles de Freiberg, a pesar de que el proceso más difundido era el método de patio propuesto por Bartolomé de Medina desde 1555.
Posselt quería hacer crecer su negocio mediante la búsqueda de minas abandonadas que nuevamente pudieran ser explotadas, después de explorar diversos distritos en Zacatecas y San Luis Potosí, los convenios se malograron y decidió buscar suerte en EE. UU.. En septiembre de 1850 llegó a Brownsville y fue contratado para explotar una mina que estaba inundada por lo que no pudo aprovechar sus beneficios. Después de indagar un tiempo por  Zacatecas, San Luis Potosí y Brownsville, sus ganancias no afloraron y terminó cancelando todos sus negocios, entonces decidió comenzar de nuevo en Matamoros.
En noviembre de 1851, Posselt le dio un giro a su carrera y dejó la minería de un lado, estableciendo en Matamoros su propia botica, que al final terminó abandonando, pues en sus memorias escribió que no se sentía feliz de que su vida acabara como machacador de píldoras y curandero.
En junio de 1852 llegó a la mina Jesús María en Nuevo León la cual había adquirido un año antes y era propiedad de la Vallecillo Silver Mining Company de Nueva York. En esta ocasión fue contratado para reconocer el mineral y encontrar el método más adecuado para su beneficio, realizó análisis de sustancias asociadas a la plata y determinó su composición química: colorados, azogues ordinarios y azogues de cazo. El principal problema para la selección del mineral en la mina era la mala ventilación e iluminación; no obstante, el cuerpo rocoso en el que se encontraban las dos vetas explotadas en la mina de Jesús María era tan blando que Posselt consideraba superfluo el uso de explosivos para arrancar el mineral. Debido a los análisis de Posselt la compañía no escatimó en gastos e hizo traer una máquina de vapor para desagüe, la cual fue la más grande de su tipo que en ese momento se hubiera construido en México, sin embargo, al cabo de seis meses de operación los costos de desagüe superaron la ganancia del beneficio del mineral y aunado a las noticias de levantamientos en el centro del país indujo a Posselt a regresar a EE. UU.
El 4 de julio de 1853 Posselt adquirió una botica en la ciudad de Nueva Orleans en la cual trabajó hasta  el 31 de marzo de 1854 cuando decidió abandonar la ciudad. Después de viajar por diversos distritos de EE. UU., se estableció en agosto de 1855 en Carolina del Norte para trabajar en la mina McCulloch que también pertenecía a la Vallecillo Silver Mining Company. Posteriormente fue nombrado director de la mina Reed conocida como la primera en la que se encontró oro en los EE. UU., ahí Posselt estableció técnicas europeas para la extracción del mineral e incluyó una máquina de vapor para desaguar los túneles y otra para poner en acción los aparatos de molienda, también implementó un molino chileno, un arrastre mexicano y cribas para separar el oro de otros minerales, pero a pesar de la tecnología invertida en la mina, ésta quebró debido a la especulación en el mercado neoyorkino
Tras su fracaso en McCulloch, decidió continuar a Canadá donde trabajó en la explotación de cobre del Lago Superior, pero en 1857 nuevamente se encontraba en la mina de Jesús María de Nuevo León en donde fue nombrado director.

## Participación en el Congreso de Karlsruhe
Después de su viaje por América, decidió regresar a Heidelberg debido a la disminución de interés científico y de aventura, las fechas de organización del Congreso de Karlsruhe coincidieron con su regreso y ya que Posselt dominaba dos idiomas en los que fueron escrita las invitaciones (se escribieron en alemán, francés e inglés), decidió asistir y firmar como representante de México debido al cariño que había adquirido por el país, cabe destacar que en el Congreso de Karlsruhe, México es el único país no europeo que sale en la lista.

## Obras selectas
- Descripción y composición  de algunas uniones de ferrocianuro publicada en Los Anales de Química y Farmacia de Liebig[12]
- Resumen en forma de tabla del análisis químico cualitativo para uso del trabajo práctico en el laboratorio, obra didáctica[13]
- La Química Analítica en forma de tablas, obra didáctica para su uso en laboratorio[14]
- Sobre la composición del moho publicada en Los Anales de Química y Farmacia de Liebig durante su estancia en Heidelberg[15]
- Sobre las partes que componen la semilla de la hiedra también publicada en Los Anales de Química y Farmacia[16]
- Investigaciones sobre un nuevo tipo de bálsamo de copaiva un trabajo más de su estancia en la Universidad de Heidelberg[17]